# 古仁屋港
古仁屋港（こにやこう）は、鹿児島県大島郡瀬戸内町（奄美大島）にある港湾。港湾法による避難港。周辺の大島海峡は奄美群島国立公園に指定されている。

## 概要
奄美大島の南西部、加計呂麻島との間の大島海峡にある。瀬戸内町の中心地古仁屋の海上の玄関であり、奄美大島南部における物流および交通の拠点となっている。近隣の加計呂麻島、請島、与路島や奄美群島の徳之島、沖永良部島、喜界島及び鹿児島港への定期航路があるほか、海上タクシーもよく利用されており、2017年に奄美群島国立公園に指定され、珊瑚も多い大島海峡の海中が見られる水中観光船「せと」の乗り場もある。
また、しまバスが奄美市の奄美空港から名瀬市街を経て、旅客船が出る「古仁屋（海の駅）」まで直通の路線バスを毎日運行しているほか、付近には瀬戸内町内を走る瀬戸内海浜バスのターミナルがあり、海上タクシーの待合室も隣接している。また、瀬戸内町最大のスーパーマーケットA-COOPやファミリーマート等の小売店が付近にあるなど、生活の拠点でもある。
1991年から始まった古仁屋漁港活性化計画「コニヤ21プラン」の一環として「せとうち海の駅」（総工費約5億円）が2007年に完成した。1階に船の営業所、待合室、特産品・海産物の販売所・公衆便所など、2階に食堂などがある。
古仁屋港は、海上防衛、海上警備の拠点でもあり、海上自衛隊佐世保地方隊奄美基地、海上保安庁第十管区海上保安本部奄美海上保安部古仁屋海上保安署が設置されている。
2015年度の発着数は4,133隻（1,849,219総トン）、利用客数は108,460人（乗船55,039人、下船53,421人）である。

## 旅客輸送
旅客用のフェリーターミナル「せとうち海の駅」がある。
旅客扱いを行う航路
- 奄美海運 フェリーあまみ（第3代）、フェリーきかい - 鹿児島港（本港区北埠頭） - 湾港（喜界島） - 名瀬港（新港地区） - 古仁屋港（奄美大島） - 平土野港（徳之島） - 知名港（沖永良部島）。週5便（鹿児島港平日17:30発）。月曜日・水曜日鹿児島出港で、火曜日・木曜日に知名港折り返し発のフェリーあまみの場合、上りは古仁屋港に寄港せずに名瀬港に向かう。鹿児島港から514km 、所要約17時間、知名港へ154km、所要約5時間。
- フェリーかけろま（瀬戸内町営）

古仁屋港 - 加計呂麻島（瀬相・生間）
- せとなみ（瀬戸内町営）

古仁屋港 - 請島（請阿室・池地） - 与路島

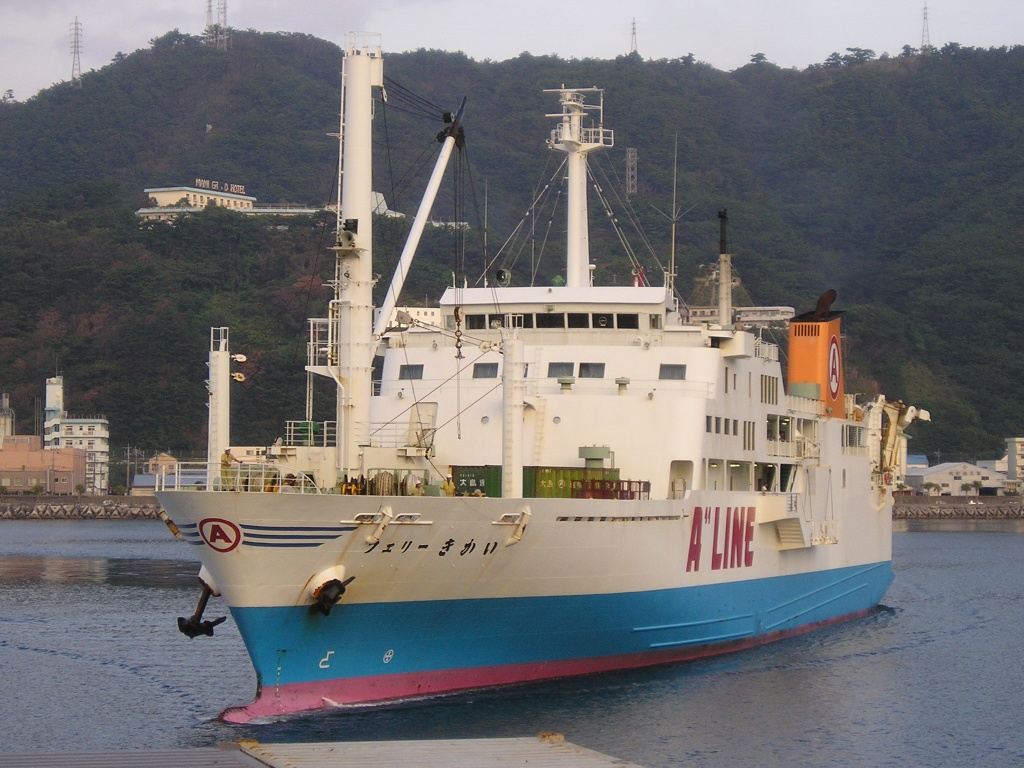
奄美海運「フェリーきかい」
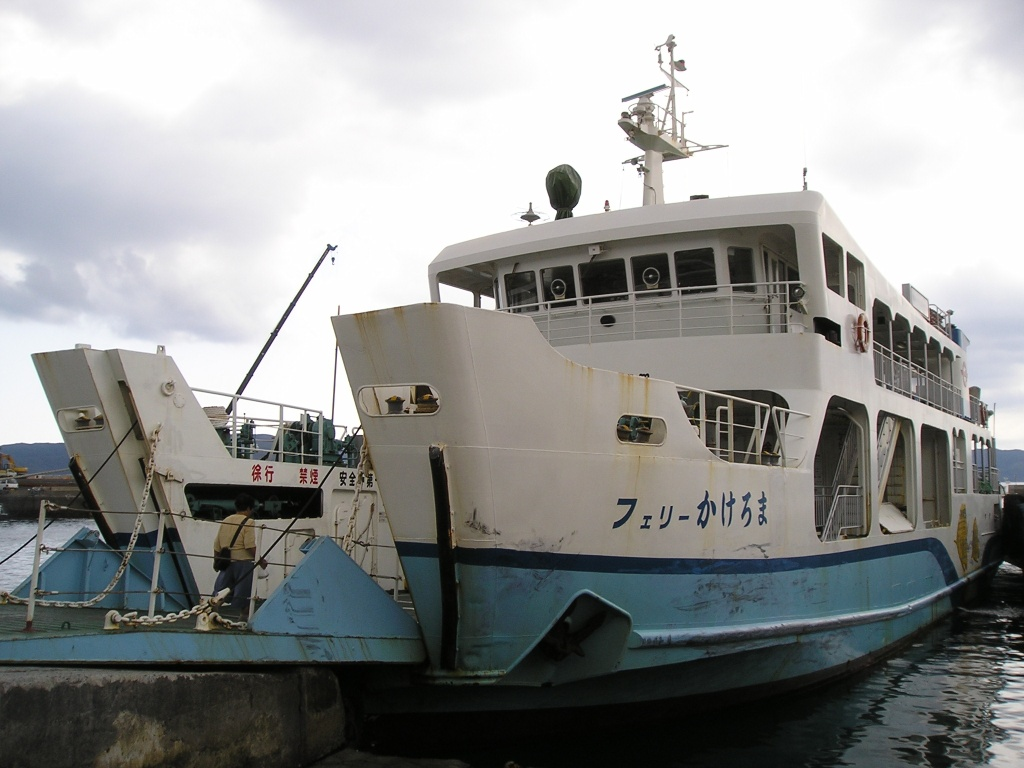
加計呂麻島を結ぶ「フェリーかけろま」
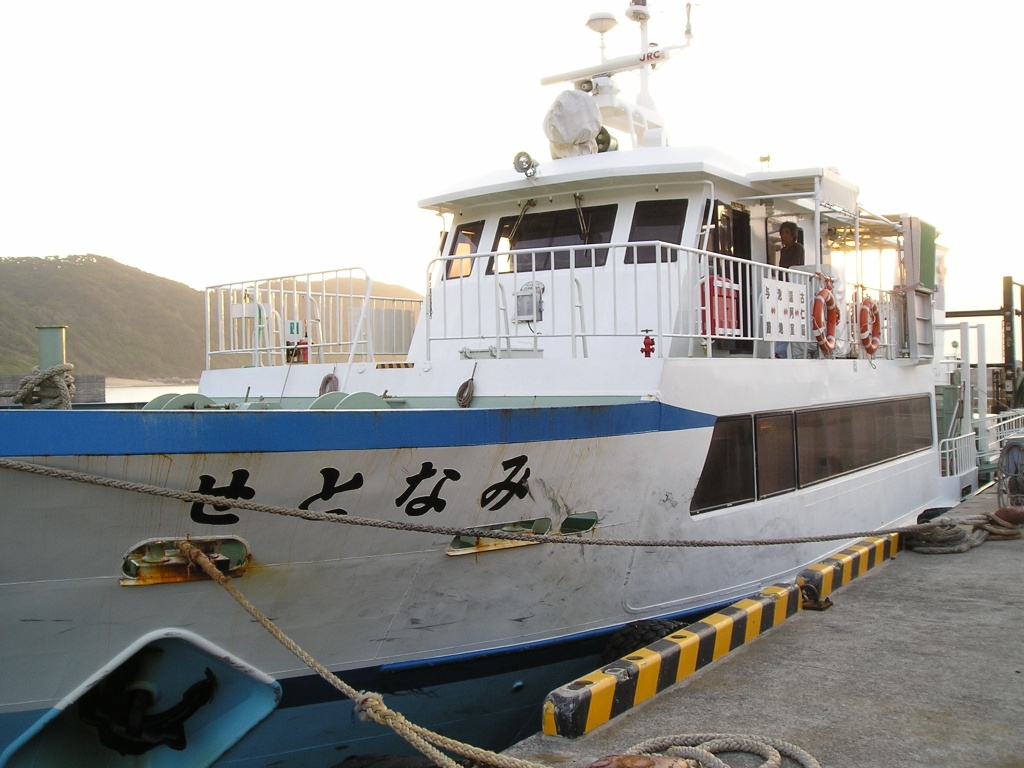
請島・与路島を結ぶ「せとなみ」
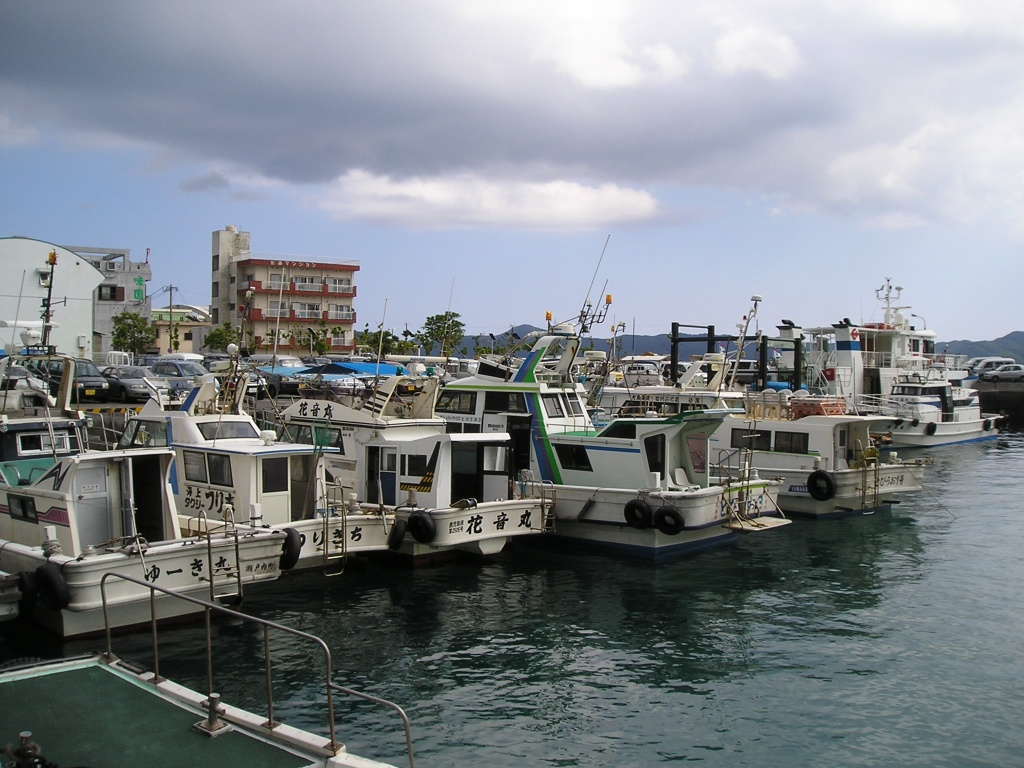
待機中の海上タクシー

- 海上タクシー

## 過去の航路
昭和50年代に奄美大島の道路事情がよくなり、バス路線が増えるまで、瀬戸内町内の集落（阿鉄、小名瀬、油井、篠川、阿室釜、呑之浦等）や宇検村宇検、名瀬港等へも航路があり、日常生活に使用されていた。

## 観光船
- クジラをイメージしたデザインの半潜水式水中観光船「せと」の乗り場がある。1日7回瀬戸内海峡内を遊覧。展望室からハマサンゴ、ミドリイシサンゴや、スズメダイ類、ナンヨウハギ、クマノミ類などが眺められる。
- クルーズ客船の入港、着岸ができる。ただし、定期船が優先され一時離岸して乗下船できない場合がある。着岸せず描泊して通船で乗下船する場合もある。

## その他の施設
- 無料駐車場 - 時間制限あり。
- ポケットパーク
  - クロマグロ養殖日本一モニュメント - 2015年、松永英也作。
  - 幸せの鐘モニュメント
- 大湊緑地公園
  - 相撲場